# 青木昌彦
青木 昌彦（あおき まさひこ、1938年〈昭和13年〉4月1日 - 2015年〈平成27年〉7月15日）は、日本の経済学者。専門は比較制度分析。スタンフォード大学名誉教授、京都大学名誉教授、中国人民大学名誉客員教授、東京財団特別上席研究員、VCASI（東京財団仮想制度研究所）主宰。

## 人物・生涯
1938年、愛知県名古屋市に生まれる。湘南学園中学校、東京都立小山台高等学校を経て、1956年東京大学に入学。学生時代は共産主義者同盟（ブント）の指導部の一人であり、東大在学中に姫岡玲治の筆名で執筆した論文「民主主義的言辞による資本主義への忠勤－国家独占資本主義段階における改良主義批判」は、共産主義者同盟の理論的支柱となり、「姫岡国独資」と略称された。1960年1月16日には、日米安保条約改定のための岸信介首相訪米阻止の為に羽田空港ロビーを占拠した学生一味に加わり、現行犯逮捕されている。
1962年 東京大学経済学部を卒業し、学生運動から離脱後、東京大学大学院に進学して近代経済学に転じた。同じブントの仲間であった西部邁を経済学研究に誘ったのも青木である。1964年に東京大学大学院経済学研究科修士課程を修了すると渡米しミネソタ大学に留学。ジョン・チップマン教授の指導を受け、 1967年に同大博士課程修了（Ph.D.）。その後、スタンフォード大学助教授(1967年)、 ハーバード大学助教授(1968年)、京都大学助教授(1969-1977年)、同教授(1977-1984年)を経て、1984年にはスタンフォード大学教授に就任した。1990年には日本学士院賞を受賞した。また、2001年度からの約4年間、独立行政法人経済産業研究所所長を兼任した。2004年にスタンフォード大学教授を退職すると、一橋大学大学院国際企業戦略研究科客員教授に就任、2008年には同大学特任教授となった。また、名誉職としては2001年に京都大学名誉教授、2004年にスタンフォード大学タカハシ席名誉教授に就いた。

晩年の日本での活動拠点は、2008年から自ら主宰を務めた東京財団仮想制度研究所（VCASI）であり、スタンフォード大学経済政策研究所上級研究員、スタンフォード大学フリーマン・スポグリ国際研究所上級研究員、東京財団特別上席研究員として活動した。2015年7月、肺疾患のため死去。
青木の死から3ヶ月後の2015年10月、その研究を振り返る会が北京の清華大学で開かれ、著名な学者100名以上が参加した。中国経済が世界2位に発展するのに尽力した青木は「中国で最も尊敬される日本人経済学者」と呼ばれている。

## 社会的活動
- 日本学術振興会21世紀COEプログラムプログラム委員会委員（平成18年度）、社会科学部会長
- トヨタ自動車株式会社顧問
- 経済団体連合会二十一世紀研究所顧問[11]
- 経済同友会代表幹事特別顧問
- 最高裁判所一般規則制定諮問委員会委員[12]
- アジア開発銀行研究所アドバイザリーボード委員[13]
- 世界経済フォーラムグローバル・アジェンダ協議会委員
- 新しい日本を作る国民会議代表アドバイザー
- スタンフォード日本センター理事長[13]
- クールノー経済研究センター学術委員会委員
- 清華大学公共管理学院産業発展・環境ガバナンスセンター学術委員会共同首席
- ドイツ日本研究所アカデミック・アドバイザリー・ボード委員
- 1982年にEconometric Societyのフェローに選出され、以後は理事会メンバーや極東部会長などを歴任[13]
- 1993年からスウェーデン王立科学アカデミー外国人会員を務めた。1995年から1996年にかけて理論・計量経済学会（現：日本経済学会）会長を務め、2008年6月から2011年まで国際経済学連合（ドイツ語版）（International Economic Association、略称：IEA）会長を務めた。1987年には日本経済専門学術雑誌であるJournal of Japanese and International Economies（JJIE）のFounding Editor（創刊時の初代編集長）を務めた[13]。
- 世界銀行経済研究所、欧州復興開発銀行、アジア開発銀行経済研究所の諮問委員などを務めた[13]。

## 栄誉・受賞
- 1971年：日経・経済図書文化賞
- 1998年：シュンペーター賞[14]（国際シュンペーター学会）

## その他
- 経済学者コルナイ・ヤーノシュとは昔からの友人で、ヤーノシュ自身も2002年から2005年にIEAの会長を務めている。[要出典][15]
- 青木の著書『私の履歴書 人生越境ゲーム』に対する書評[要文献特定詳細情報]で、西條辰義は「青木は、経済学においては、宇沢、二階堂、稲田、森嶋、置塩らの系譜の頂点に立っている」との感想を読了後に抱いたという。また、同書の「聞き手」を担当した岡崎哲二は「青木先生と話をしていていつも感じるのは、旺盛な知的好奇心と『企業家精神』です。何か面白いことをやってやろうという意識が全身からあふれています。そのことが多くの優秀な人々を引きつけてきたのでしょう」と語っている。本人も「1つの越境ゲームは他のそれと絡み合い、全体として切れ目のない連鎖をなしているようだ。だから一見、事後的な自己正当化のようではあるが、人生ゲームには生きている限り終わりはなく、勝ちも、負けもないのではないか、という思いにたどり着く」と述べている。[要出典][16]
- 欧米風のジャケット、ブレザーではなく、好んで「マオカラー（スタンドカラー）」の上着を着用した。
- 1970年代の数年間、アメリカから帰ってきた青木は、京都大学の助教授時代に評論家の桐島洋子と事実婚関係にあった[17][18]。
- 樺美智子をブントにオルグしたのは青木であった。[19]
- ピアニストの高橋悠治は湘南学園では青木の一学年下だったが、文藝部で部活動をともにした。青木の妻・早苗が1971年に不慮の事故で死んだとき、高橋は青木の勤務先ハーバード大学のあるボストンにおり、早苗の葬儀に駆けつけ、万葉集の柿本人麻呂の挽歌「玉藻」をチェロ伴奏の合唱曲として野辺送りの曲とした。また、ロカビリー歌手として一世を風靡した平尾昌晃は湘南学園で青木の同期で、中学2年のときに隣の席であった。[20]
- 姫岡玲治という筆名は、電話帳を繰っていて台東区で商売をしている姫岡という珍しい苗字が目に飛び込んできたこと、レーニンにあやかり「玲」、中学時代からの親友、高橋悠治から借りた「治」である。姫岡玲治訳（現行版）はオンデマンド版で、レフ・トロツキー『永続革命論』（現代思潮新社、2008年）がある。

## 著書

### 単著
- 『組織と計画の経済理論』（岩波書店、1971年）
  - 日経・経済図書文化賞（第14回、1971年度）
  - 総評：青山秀夫「高い水準，多彩な研究」日本経済研究センター会報（通号164：1971.11.15）
- 『企業と市場の模型分析』（岩波書店、1978年）
- 『分配理論』（筑摩書房、1979年。第二版経済学全集第13巻）
- 『現代の企業―ゲームの理論からみた法と経済』岩波書店、1984年。(岩波モダンクラシックス、2001年）
  - サントリー学芸賞（政治・経済部門）受賞（1985年）
- The Co-operative Game Theory of the Firm', Oxford University Press, (1984年)
  - 日本語訳版は『現代の企業―ゲームの理論からみた法と経済』
- Information, Incentives, and Bargaining in the Japanese Economy, Cambridge University Press, (1988年)
  - 永易浩一 訳『日本経済の制度分析―情報・インセンティブ・交渉ゲーム』筑摩書房、1992年
  - The Hiromi Arisawa Prize （有沢広巳記念）第1回受賞作、イタリア・イグネシア経済科学賞受賞
  - The Co-operative Game Theory of the Firmとの二冊の英文著書により日本学士院賞受賞（1990年）
- 『日本企業の組織と情報』（東洋経済新報社、1989年）
- 『スタンフォードと京都のあいだで』（筑摩書房、1991年）
- 『経済システムの進化と多元性―比較制度分析序説』（東洋経済新報社、1995年）
- Information, Corporate Governance, and Institutional Diversity: Competitiveness in Japan, the USA, and the Transitional Economies，trans. by Stacey Jehlik (Oxford University Press，2001).
  - 『経済システムの進化と多元性―比較制度分析序説』の英訳版
- Toward a Comparative Institutional Analysis (MIT Press，2001)
  - 瀧澤弘和・谷口和弘 訳『比較制度分析に向けて』NTT出版、2001年。新装版、2003年
  - 第6回国際シュンペーター学会のシュンペーター賞受賞（1998年）
- 『移りゆくこの十年 動かぬ視点』（日経ビジネス人文庫、2002年）
  - 『スタンフォードと京都のあいだで』を再録
- 『私の履歴書―人生越境ゲーム』（日本経済新聞社出版、2008年）
- 『比較制度分析序説―経済システムの進化と多元性』（講談社学術文庫、2008年）
  - 『経済システムの進化と多元性―比較制度分析序説』の文庫復刻版
- Corporations, Games and Societies (Clarendon Lectures in Management Studies, Oxford University, 2008)
- Corporations in Evolving Diversity: Cognition, Governance and Institutions (Oxford University Press, 2010)
- 『コーポレーションの進化多様性　―集合認知・ガバナンス・制度 (叢書 制度を考える) 』（NTT出版、2011年）
- 『青木昌彦の経済学入門　─制度論の地平を拡げる』（ちくま新書、2014年）

### 共著
- （伊丹敬之）『モダン・エコノミックス（5）企業の経済学』（岩波書店、1985年）
- （小池和男・中谷巌）『日本企業の経済学』（TBSブリタニカ、1986年）

### 編著
- 『ラディカル・エコノミックス―ヒエラルキーの経済学』（中央公論社、1973年）
- 『経済体制論（1）経済学的基礎』（東洋経済新報社、1977年）
- The Economic Analysis of the Japanese Firm, (Elsevier Science Pub., 1984).

### 共編著
- The Firm as a Nexus of Treaties, with Bo Gustafsson and Oliver E. Williamson, (Sage, 1990).
- The Japanese Firm: the Sources of Competitive Strength, with Ronald Dore, (Oxford University Press, 1994).
  - NTTデータ通信システム科学研究所訳『国際・学際研究システムとしての日本企業』（NTT出版、1995年）
- The Japanese Main Bank System: Its Relevance for Developing and Transforming Economies, with Hugh Patrick, (Oxford University Press, 1994).
  - 東銀サーチインターナショナル訳『日本のメインバンク・システム』（東洋経済新報社、1996年）
- Corporate Governance in Transitional Economies: Insider Control and the Role of Banks, with Hyung-Ki Kim, (The World Bank, 1995).
- （奥野正寛）『経済システムの比較制度分析』（東京大学出版会、1996年）
- The Role of Government in East Asian Economic Development: Comparative Institutional Analysis, with Hyung-Ki Kim and Masahiro Okuno-Fujiwara, (Clarendon Press, 1996).
  - 『東アジアの経済発展と政府の役割―比較制度分析アプローチ』（日本経済新聞社、1997年）
- The Institutional Foundations of East Asian Economic Development: Proceedings of the IEA Conference held in Tokyo, Japan, with Yujiro Hayami, (Macmillan, 1998).
- （奥野正寛・岡崎哲二）『市場の役割 国家の役割』（東洋経済新報社、1999年）
- Finance, Governance, and Competitiveness in Japan, with Gary R. Saxonhouse, (Oxford University Press, 2000).
- （寺西重郎）『転換期の東アジアと日本企業』（東洋経済新報社、2000年）
- Communities and Markets in Economic Development, with Yujiro Hayami, (Oxford University Press, 2001).
- （澤昭裕・大東道郎）『大学改革―課題と争点』（東洋経済新報社、2001年）
- （安藤晴彦）『モジュール化―新しい産業アーキテクチャの本質』（東洋経済新報社、2002年）
- （鶴光太郎）『日本の財政改革―「国のかたち」をどう変えるか』（東洋経済新報社、2004年）

### 主要論文
- Aoki, Masahiko (1986). “Horizontal vs. Vertical Information Structure of the Firm”. The American Economic Review 76 (5):  971-983. JSTOR 1816463.
- Aoki, Masahiko (1990). “Toward an Economic Model of the Japanese Firm”. Journal of Economic Literature 28 (1):  1-27. JSTOR 2727189.